# Campionato asiatico e oceaniano maschile di pallavolo 1975
Il campionato asiatico e oceaniano maschile di pallavolo 1975 si è svolto dal 17 al 28 agosto 1975 a Melbourne, in Australia: al torneo hanno partecipato sette squadre nazionali asiatiche e oceaniane e la vittoria finale è andata per la prima volta al Giappone.

## Regolamento

### Formula
Le squadre hanno disputato un'unica fase con formula del girone all'italiana.

### Criteri di classifica
Sono stati assegnati 2 punti alla squadra vincente e 1 a quella sconfitta.
L'ordine del posizionamento in classifica è stato definito in base a:
- Punti;
- Numero di partite vinte;
- Ratio dei set vinti/persi;
- Ratio dei punti realizzati/subiti;
- Risultati degli scontri diretti.

## Squadre partecipanti
| Squadra       | Qualificazione      | Ultima partecipazione |
| ------------- | ------------------- | --------------------- |
| Australia     | Paese organizzatore | Debutto               |
| Cina          | -                   | Debutto               |
| Corea del Sud | -                   | Debutto               |
| Filippine     | -                   | Debutto               |
| Giappone      | -                   | Debutto               |
| Indonesia     | -                   | Debutto               |
| Nuova Zelanda | -                   | Debutto               |

## Torneo

### Risultati
| 17 agosto 1975 ?, Melbourne Durata: ? - Spettatori: ? | Filippine     | 2 - 3 | Australia     |                                 |
| 18 agosto 1975 ?, Melbourne Durata: ? - Spettatori: ? | Nuova Zelanda | 0 - 3 | Giappone      | 1-15, 5-15, 1-15                |
| 20 agosto 1975 ?, Melbourne Durata: ? - Spettatori: ? | Corea del Sud | 3 - 0 | Filippine     | 15-4, 15-4, 15-0                |
| 20 agosto 1975 ?, Melbourne Durata: ? - Spettatori: ? | Giappone      | 3 - 0 | Indonesia     | 15-2, 15-6, 15-5                |
| 21 agosto 1975 ?, Melbourne Durata: ? - Spettatori: ? | Indonesia     | 0 - 3 | Corea del Sud | 4-15, 4-15, 2-15                |
| 21 agosto 1975 ?, Melbourne Durata: ? - Spettatori: ? | Filippine     | 0 - 3 | Cina          | 11-15, 9-15, 6-15               |
| 21 agosto 1975 ?, Melbourne Durata: ? - Spettatori: ? | Australia     | 0 - 3 | Giappone      | 3-15, 5-15, 5-15                |
| 23 agosto 1975 ?, Melbourne Durata: ? - Spettatori: ? | Corea del Sud | 3 - 0 | Australia     | 15-5, 15-3, 15-5                |
| 23 agosto 1975 ?, Melbourne Durata: ? - Spettatori: ? | Giappone      | 3 - 0 | Cina          | 15-4, 15-6, 15-9                |
| 24 agosto 1975 ?, Melbourne Durata: ? - Spettatori: ? | Cina          | 3 - 0 | Australia     | 15-4, 15-4, 15-5                |
| 24 agosto 1975 ?, Melbourne Durata: ? - Spettatori: ? | Giappone      | 3 - 0 | Filippine     | 15-3, 15-5, 15-3                |
| 25 agosto 1975 ?, Melbourne Durata: ? - Spettatori: ? | Cina          | 3 - 0 | Nuova Zelanda | 15-8, 15-5, 15-8                |
| 26 agosto 1975 ?, Melbourne Durata: ? - Spettatori: ? | Indonesia     | 3 - 1 | Nuova Zelanda | 15-12, 15-17, 15-10, 15-8       |
| 27 agosto 1975 ?, Melbourne Durata: ? - Spettatori: ? | Corea del Sud | 3 - 2 | Cina          | 15-11, 15-7, 13-15, 10-15, 15-9 |
| 28 agosto 1975 ?, Melbourne Durata: ? - Spettatori: ? | Giappone      | 3 - 1 | Corea del Sud | 16-14, 15-13, 12-15, 15-6       |

### Classifica
| Pos. | Squadra       | Pt | G | V | P | SV | SP | Ratio  | PF | PS | Ratio |
| ---- | ------------- | -- | - | - | - | -- | -- | ------ | -- | -- | ----- |
| 1.   | Giappone      | 12 | 6 | 6 | 0 | 18 | 1  | 18,000 | ?  | ?  | ?     |
| 2.   | Corea del Sud | 11 | 6 | 5 | 1 | 16 | 5  | 3,200  | ?  | ?  | ?     |
| 3.   | Cina          | 10 | 6 | 4 | 2 | 14 | 6  | 2,333  | ?  | ?  | ?     |
| 4.   | Australia     | 9  | 6 | 3 | 3 | 9  | 11 | 0,818  | ?  | ?  | ?     |
| 5.   | Filippine     | 8  | 6 | 2 | 4 | 8  | 12 | 0,666  | ?  | ?  | ?     |
| 6.   | Indonesia     | 7  | 6 | 1 | 5 | 3  | 16 | 0,187  | ?  | ?  | ?     |
| 7.   | Nuova Zelanda | 6  | 6 | 0 | 6 | 1  | 18 | 0,055  | ?  | ?  | ?     |

## Classifica finale
| Pos | Squadra       | Qualificazione             |
| --- | ------------- | -------------------------- |
|     | Giappone      | Giochi della XXI Olimpiade |
|     | Corea del Sud |                            |
|     | Cina          |                            |
| 4   | Australia     |                            |
| 5   | Filippine     |                            |
| 6   | Indonesia     |                            |
| 7   | Nuova Zelanda |                            |